# مایکل پیت
مایکل کارمن پیت (به انگلیسی: Michael Carmen Pitt) ‏ (۱۰ آوریل، ۱۹۸۱) بازیگر، خواننده و موسیقی‌دان آمریکایی است،مایکل پیت نسبتی با برد پیت ندارد.

## گذشته
پیت در اورنج غربی، نیوجرسی زاده شد. او از چهار خواهر و برادر، کوچک‌ترین آن‌ها است. مایکل در ده سالگی به والدین‌اش اعلام کرد که قصد دارد بازیگر شود و چند سال بعد در شانزده سالگی به نیویورک رفت و به عنوان اولین شغل، پیک موتوری شد.

## زندگی حرفه‌ای
در ۱۹۹۹، پیت اولین نمایش‌اش را با نام ستون کنار رود پوپ لیک در کارگاه تئاتر نیویورک بازی کرد. در آن‌جا بود که یک بازی‌گردان -که پیت ابتدا او را با مأمور پلیس اشتباه گرفته بود- او را دید و برای بازی در سریال تلویزیونی رود داوسن پیشنهاد کرد. مایکل در فاصلهٔ ۱۹۹۹ تا ۲۰۰۰، در پانزده قسمت از این سریال در نقش هنری پارکر بازی کرد.

مایکل روی پوستر آخرین روزهادر

 ۲۰۰۱، مایکل در فیلم هدویگ و گروه انگری اینچ، اولین نقش سینمایی مهم‌اش را بازی کرد. این فیلم باعث شد که او بیشتر شناخته شود و فیلم‌های بعدی او –مثل قلدر، دهکده، و رویابین‌ها ساختهٔ برناردو برتولوچی- حاصل همین شناخته‌شدن بودند. بازی او در رویابین‌ها توجه زیادی را به خود جلب کرد.
مایکل سپس در فیلم قلبش بیش از هر چیز پرفریب است ساختهٔ آسیا آرجنتو فیلم‌ساز ایتالیایی بازی کرد. نقش‌آفرینی بعدی او در آخرین روزهای گاس ون سنت بود که در آن، نقشی الهام‌گرفته از کرت کوبین و زندگی‌اش را بازی می‌کرد. همهٔ ترانه‌های موجود در فیلم را خود مایکل -با سبکی بسیار شبیه به سبک گیتار نواختن و خواندن کرت کوبین- اجرا کرد.
در ۲۰۰۷ او در مقابل کیرا نایتلی در فیلم ابریشم -اقتباسی از رمانی به همین نام، نوشتهٔ الساندرو باریکو- نقش هروه ژانکور، یک قاچاقچی فرانسوی کرم ابریشم را بازی می‌کند که در ژاپن، عاشق معشوقهٔ یک بارون می‌شود. همچنین مایکل در همان سال در کمدی رمانتیکی به نام هذیان‌گو بازی کرد. در این فیلم او نقش مردی آواره را بازی می‌کند که با عکاس معروفی دوست می‌شود و از همین طریق عاشق یک دختر خوانندهٔ پاپ می‌شود. این فیلم در جشنوارهٔ سان‌دنس به نمایش درآمد.
از فیلم‌های اخیر او می‌توان به بازی‌های مسخره ساختهٔ میشائیل هانکه و پینک‌ویل ساختهٔ اولیور استون اشاره کرد. او همچنین در کنار استیو بوشمی یکی از ستارگان سریال امپراتوری بوردواک است.

## موسیقی
پیت گروهی به نام پاگودا دارد که در آن نوازندهٔ گیتار و خواننده است. از ترانهٔ «هی جو» آن‌ها در فیلم رویابین‌ها و از «مرگ تا تولد» در فیلم آخرین روزها استفاده شده‌است.

## کارنامهٔ سینمایی
| سال  | فیلم                                         | نقش                                |
| ---- | -------------------------------------------- | ---------------------------------- |
| ۲۰۱۴ | سرچشمه‌های من:I origins                       |                                    |
| ۲۰۱۴ | سرقت از اوباش                                |                                    |
| ۲۰۱۱ | پینک‌ویل                                      | ستوان ویلیام کلی                   |
| ۲۰۱۰ | امپراتوری بوردواک                            | جیمی درمودی                        |
| ۲۰۰۸ | پریکل سیاه                                   | فرانک وایت                         |
| ۲۰۰۸ | بازی‌های مسخره                                | پائول                              |
| ۲۰۰۷ | ابریشم                                       | هروه ژانکور                        |
| ۲۰۰۶ | هذیان‌گو                                      | توبی گریس                          |
| ۲۰۰۶ | شاهین دارد می‌میرد                            | فرد                                |
| ۲۰۰۵ | آخرین روزها                                  | بلیک                               |
| ۲۰۰۴ | دهکده                                        | فینتن کوین                         |
| ۲۰۰۴ | قلب از همه‌چیز فریبکارتر است                  | بادی                               |
| ۲۰۰۴ | طعمهٔ حبس                                     | رندی                               |
| ۲۰۰۳ | سرزمین عجایب                                 | گوفر (صحنه‌های بازی مایکل حذف شدند) |
| ۲۰۰۳ | چشم‌های کرگدنی                                | چپ                                 |
| ۲۰۰۳ | رویابین‌ها                                    | متیو                               |
| ۲۰۰۲ | قتل با اعداد                                 | جاستین پندلتن                      |
| ۲۰۰۱ | قلدر                                         | دانی سمنک                          |
| ۲۰۰۱ | پرندهٔ زرد                                    | استاف                              |
| ۲۰۰۱ | bully                                        | دانی                               |
| ۲۰۰۱ | هدویگ و گروه انگری اینچ                      | تامی ناسیس                         |
| ۲۰۰۰ | یافتن فارستر                                 | جان کولریج                         |
| ۱۹۹۹ | حتی زنان خانه‌دار مینه‌سوتا از آن رؤیاها دارند | پیتی                               |
| ۱۹۹۸ | زندگی سطح‌بالا                                | پسر نوجوان                         |
| ۱۹۹۸ | ۵۴                                           | دانش‌آموز رقص                       |